# Arriaga Passage

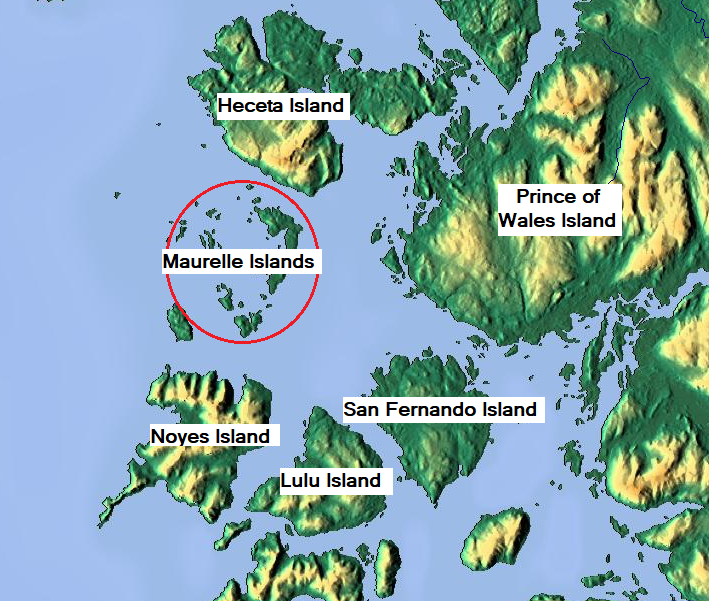
Maurelle Islands rood omcirkeld, ten zuiden van de cirkel ligt de Arriaga Passage

De Arriaga Passage is een zeestraat in de Alexanderarchipel in de Alaska Panhandle in het zuidoosten van Alaska in de Verenigde Staten.

## Geografie
De zeestraat is acht kilometer lang en ligt ten zuiden van de Maurelle Islands en ten noorden van Noyes Island. In het westen mondt de zeestraat uit op de Iphigenia Bay (een baai van de Golf van Alaska), in het oosten op de Golf van Esquibel.
Het waterlichaam ligt in de mariene ecoregio Noord-Amerikaans Pacifisch Fjordland.

## Geschiedenis
De zeestraat kreeg haar naam van Francisco Antonio Maurelle die het "Bocas de Arriaga" of "Arriaga Passage" noemde omstreeks 22 of 23 augustus 1779. Hij vernoemde het naar Juan Pantoja en Arriaga, een van zijn gidsen.